# Or ha-Ganuz
Or ha-Ganuz (hebr. אור הגנוז; ang. Or HaGanuz) – wieś komunalna położona w Samorządzie Regionu Merom ha-Galil, w Dystrykcie Północnym, w Izraelu.

## Położenie
Leży w centralnej części Górnej Galilei.

## Historia
Pierwotnie w tej okolicy znajdowała się arabska wioska Safsaf. Podczas I wojny izraelsko-arabskiej w październiku 1948 Izraelczycy przeprowadzili operację Hiram. W dniu 29 października Safsafa została zajęta przez izraelskich żołnierzy. Doszło wówczas do masakry ludności cywilnej, w której rozstrzelano 52-64 mieszkańców ze związanymi z tyłu rękami. Pochowano ich w zbiorowej mogile. Zgwałcono także co najmniej 3 kobiety. Po wojnie izraelska prokuratura wojskowa przeprowadziła w sprawie masakry dwa śledztwa, ale ich raporty nie były jednoznaczne. Następnie wioska została cała wysiedlona, a większość domów wyburzono.
Współczesna wioska została założona w 1989.